# Cingulum militare

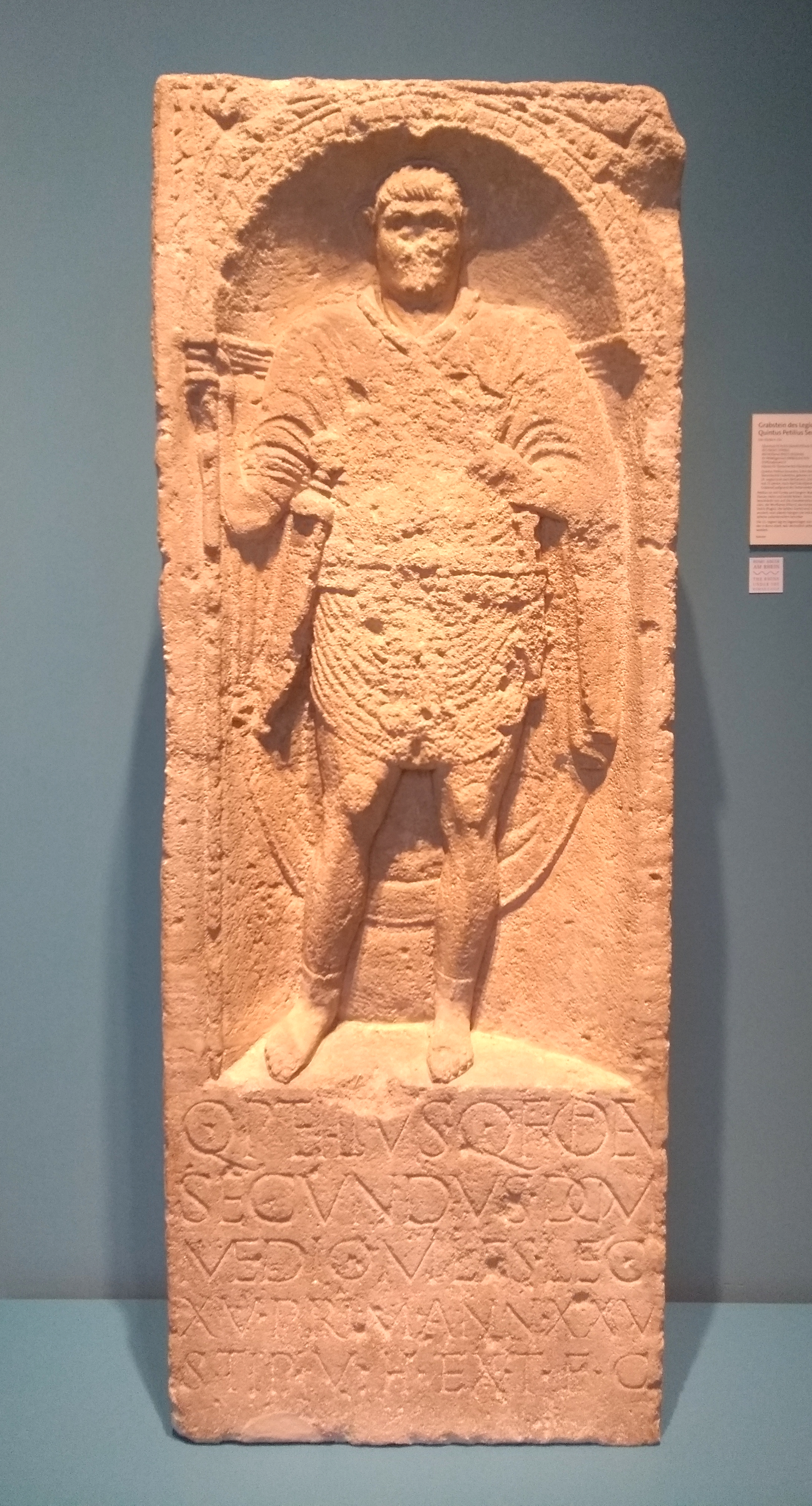
Portrait du soldat originaire de Bonna, qui apparaît avec son uniforme de caserne qui comprend la variante croisée du tablier de la cingulum militare.

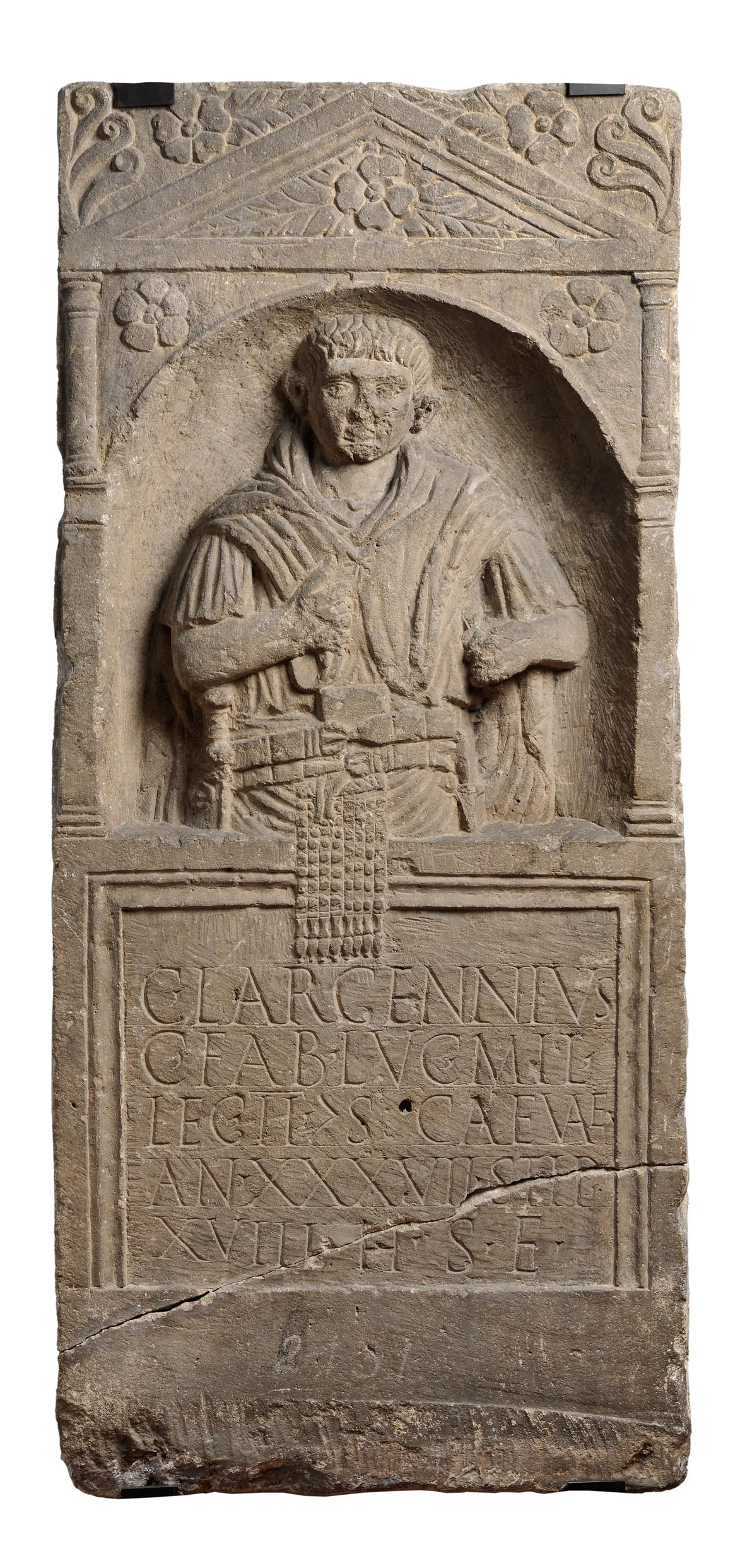
Monument funéraire originaire de Argentoratum érigée en honneur de Caius Largennius, soldat de la Legio II Augusta, et dont le portrait affiche le tablier de son cingulum militare.

La cingulum militare (en français : ceinture militaire) était la ceinture de l'équipement personnel (en) du soldat de l'armée romaine pour ceinturer sa tunique et porter ses épées, aussi bien le gladius (glaive) que le pugio (poignard). 
Pour souligner son importance, la cingulum était confectionnée d'ornements : boucles, pendentifs, plaquettes métalliques et punaises, généralement en bronze ou en fer, parfois dorés, de 4 à 8 pteryges (lanières de cuir) formant un tablier pour servir de protection inguinale. La combinaison des différentes partie de la cingulum a varié dès le IIIe siècle av. J.-C. Probablement à la fin du règne d'Auguste, vint la variante de ceinture aux lanières de cuir croisées. 

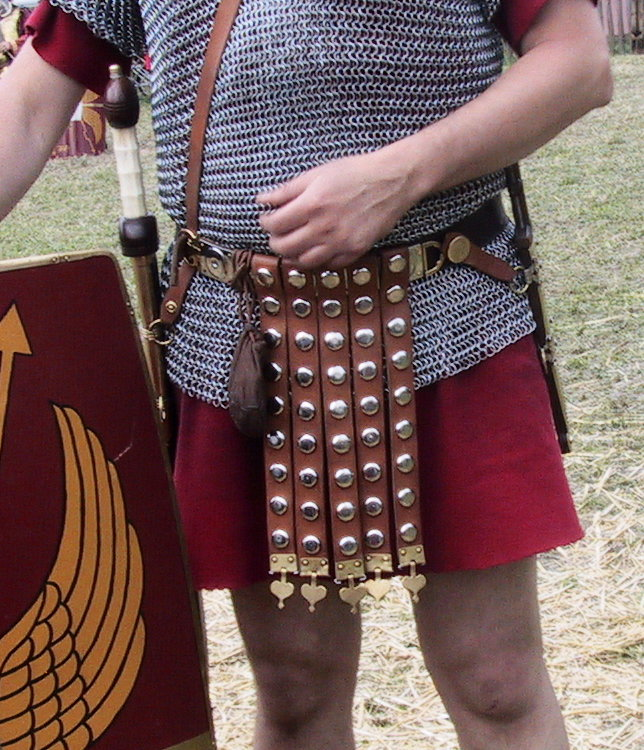
Réplique récente d'un Cingulum militare

La cingulum était également donnée en guise de grade et de décoration.
L'importance de la ceinture a obtenu un tel degré, qu'elle est devenue la "carte d’identité" du soldat romain indiquant sa condition militaire quand il était sans armes et qu’en tunique, manteau et caligae (sandales) : « Qui la portait était un soldat » ("Omnes qui militant, cincti sunt" - Servius, Commentarius in Vergilii Aeneida VIII, 724).  
De nombreux exemplaires de cingulum  ont été retrouvés dans la province romaine de Pannonia (actuelle Hongrie).  

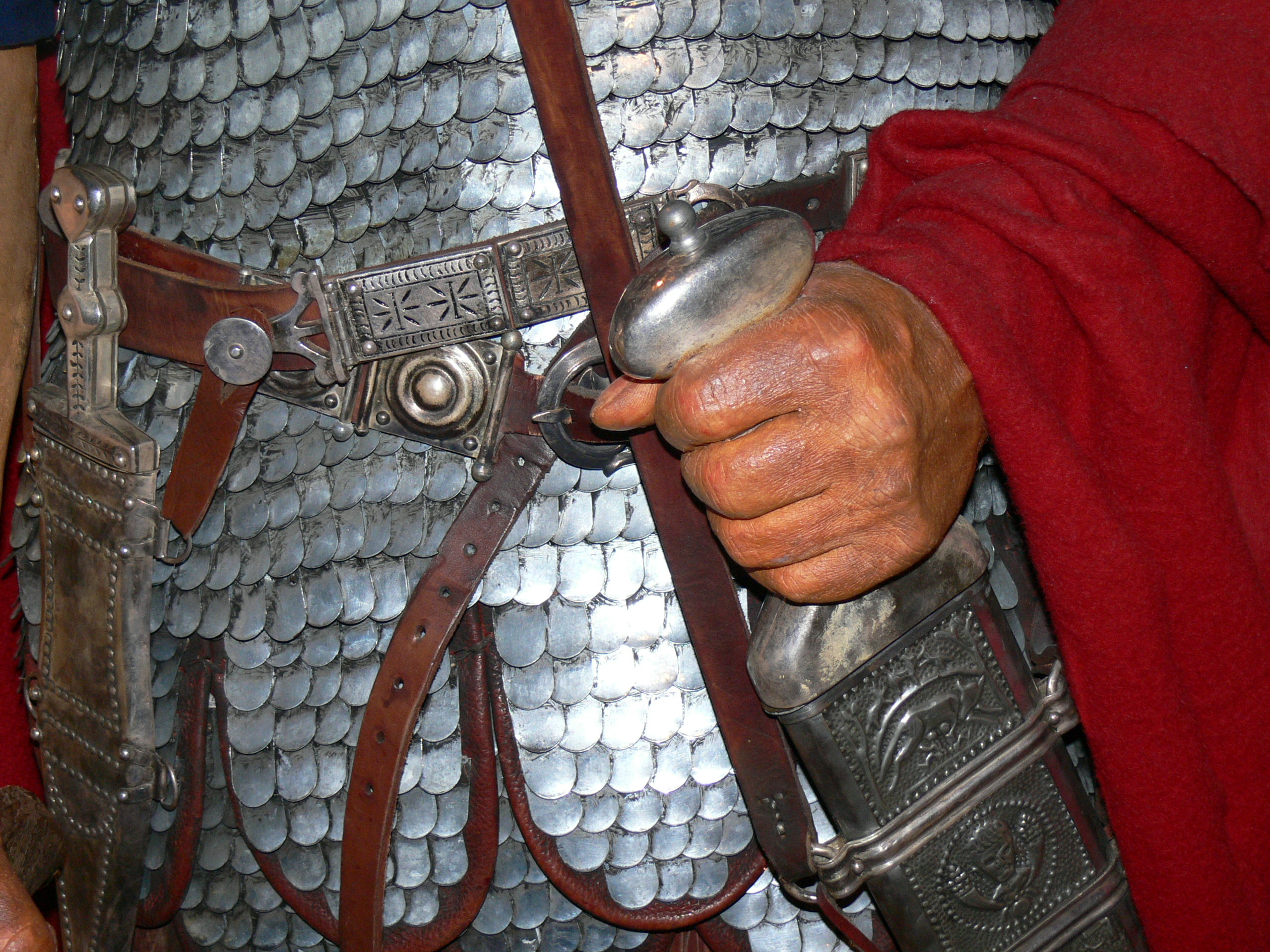
Cingulum d'un légionnaire

La perte de la ceinture était un déshonneur militaire ou une provocation inacceptable envers le soldat. Dans les infractions de service, la ceinture était confisquée puis restituée au soldat après sa réhabilitation. La révocation déshonorante (de) du service militaire a eu, entre autres conséquences juridiques, la confiscation finale de la ceinture. L'historien Tacite a rapporté que des soldats pouvaient causer une bagarre sanglante à Rome, à la suite du vol de leur ceinture militaire .
Plus tard, la ceinture a souvent été portée sans épée, comme le montrent les illustrations des monuments funéraires des soldats qui apparaissent fréquemment avec le tablier. 
Au VIIe siècle, la réforme de l'armée romaine de Heraclius supprima le tablier pour ne garder que la ceinture.

## Description
Parties de la cingulum :
- Baltea (sing. balteum) : les 4 à 8 pteryges (lanières de cuir) formant un tablier tombant aux genoux pour protéger le pubis ;
- Bulla : une des perles métalliques cousue sur la balteum  ;
- Pensilium (pl. pensilia) : le pendentif attaché au bout d'une balteum ;
- Lamna : une plaque métallique cousue sur la ceinture ;
- Fibula : la boucle de la ceinture.

Cette pièce était utilisée avec un casque (galea), un bouclier (Scutum), un morceau d'armure (curias), un poignard (puggio) et une épée (gladius).

## Voir également
- Équipement personnel du militaire romain (en)
- Lorica hamata, Lorica segmentata, Lorica squamata
- Armée romaine